# 1000 km de Buenos Aires de Turismo Carretera
Los 1000 km de Buenos Aires del Turismo Carretera fue una carrera especial organizada por la Asociación Corredores de Turismo Carretera, para su principal categoría de automovilismo de velocidad. Esta competencia, se desarrolló de manera exclusiva en la República Argentina, siendo al mismo tiempo una más de una serie de competencias de este formato que ACTC hubo de organizar a lo largo de su historia.
La carrera se trataba de un evento con formato de competencia por relevos, con la participación de tripulaciones conformadas por un piloto titular (es decir, quien viene conduciendo el automóvil a lo largo del campeonato en curso del Turismo Carretera) y un máximo de dos pilotos invitados, estos últimos debiendo cumplir una serie de requisitos impuestos por ACTC para recibir autorización para subir a un coche de TC.
La primera edición de esta competencia tuvo lugar en el Circuito n.º 12 del  Autódromo Oscar y Juan Gálvez de la Ciudad de Buenos Aires, el día 06 de agosto de 2017. La idea de llevar adelante esta carrera se dio en el marco de los festejos por el 80.º aniversario de la fundación del Turismo Carretera, categoría que fue inaugurada el día 05 de agosto de 1937. El éxito de esta edición dio pie a la organización de una nueva competencia de similares características para el año 2018.
Tras el desarrollo de la edición 2018, se rumoreaba la posibilidad de una tercera edición en 2019, sin embargo ACTC anunció el cese provisional de esta competencia a causa de los altos costos que tenía el combustible en esos años. Finalmente y tras este anuncio, la iniciativa nunca más fue retomada.

## Ediciones desarrolladas

### Edición 2017
La primera edición de la citada competencia tuvo lugar entre los días 05 de agosto de 2017 y 06 de agosto de 2017. Si bien, la competencia se desarrolló el día domingo 6, el evento en sí se inició el día anterior con la conmemoración del 80.º Aniversario de la fundación del Turismo Carretera, cumplido en esa misma fecha. Para esta edición, se dispuso la conformación de tripulaciones compuestas por 2 o 3 competidores, siendo el primer de estos el piloto titular y quien dispusiese la cantidad de invitaciones para conformar su binomio, o bien su trinomio.
La competencia se largó a las 10:30 horas (GMT -3) y finalizó aproximadamente a las 16:00 horas (GMT -3), cumpliéndose el total de giros pactados, tras los cuales fue declarado como ganador el piloto Juan Manuel Silva, quien capitaneó la dupla conformada con Juan Catalán Magni al comando del Ford Falcon nº 111. El podio fue completado por las tripulaciones de Guillermo Ortelli, al comando del Chevrolet Chevy nº 1 y acompañado de Valentín Aguirre y Diego Martínez en segundo lugar, y la de José Manuel Urcera al comando del Chevrolet Chevy nº 151, en dupla con Mariano Altuna.

### Edición 2018
Tras el éxito y la repercusión que tuvo la organización de esta competencia, la dirigencia de ACTC anunció la organización de una nueva edición de esta competencia. Originalmente estuvo programada para el 05 de agosto de 2018, coincidiendo en esta oportunidad con la celebración de los 81 años del TC, sin embargo, con el fin de garantizar la mayor participación posible de tripulaciones, se fijó como fecha definitiva el 19 de agosto de 2018. A diferencia de la edición anterior, para esta competencia se produjo un retoque reglamentario por el cual se dispuso la conformación de trinomios de manera obligatoria, dejando de lado el sistema anterior de libre elección de la cantidad de invitados para competir.
La competencia se largó a las 10:30 horas (GMT -3) y finalizó aproximadamente a las 16:30 horas (GMT -3), cumpliéndose el total de giros pactados, tras los cuales fue declarado como ganador el piloto Agustín Canapino, quien capitaneó la tripulación compuesta por Juan Martín Ponte y Federico Alonso al comando del Chevrolet Chevy nº 1. El podio fue completado por la tripulación del Torino Cherokee nº 36, conformada por los pilotos Leonel Pernía, Juan Cruz Benvenuti y Emmanuel Pérez Bravo en segundo lugar y por la del Torino Cherokee nº 2, conformada por Facundo Ardusso, Tomás Urretavizcaya y Federico Pérez, en tercera posición.

## Resultados
| #    | Nº Id. | Ganadores         | Ganadores          | Ganadores    | Automóvil       | Vueltas | Tiempo      |
| #    | Nº Id. | Titular           | Invitado 1         | Invitado 2   | Automóvil       | Vueltas | Tiempo      |
| ---- | ------ | ----------------- | ------------------ | ------------ | --------------- | ------- | ----------- |
| 2017 | 111    | Juan Manuel Silva | Juan Catalán Magni | No tuvo      | Ford Falcon     | 178     | 5:30:54.000 |
| 2018 | 1      | Agustín Canapino  | Federico Alonso    | Martín Ponte | Chevrolet Chevy | 178     | 5:35:10.931 |